# 住むならここバトル!街メーター
『住むならここバトル!街メーター』（すむならここバトルまちメーター）は、2010年6月20日と2010年9月5日、2010年12月12日にテレビ朝日系列で放送されたバラエティ番組。

## 番組概要
「本当に住みたい街」はどこなのかを決定する街の情報バラエティー番組。
多くの人を引きつける魅力を持った街を、番組独自のペンタゴンメーターで評価。
その街をこよなく愛する推薦人が街の良い所、住むならここしかないというアピールポイントをランキング形式で紹介。
そのVTRをスタジオにいるジャッジマンたちが見て、勝敗を判定。
1対1のバトルを最後まで勝ち抜いた街を、“住むならここバトル”チャンピオンに認定する。

## 出演者
2010年6月20日放送
- ゲスト：伊集院光、荻原博子、地井武男、千原ジュニア、矢口真里
- MC：大熊英司（テレビ朝日アナウンサー）
- ナレーション：広中雅志、茂木淳一、萩野志保子（テレビ朝日アナウンサー）

2010年9月5日放送
- ゲスト：伊集院光、荻原博子、阿藤快、土田晃之、スザンヌ
- MC：大熊英司（テレビ朝日アナウンサー）
- ナレーション：茂木淳一、萩野志保子（テレビ朝日アナウンサー）

2010年12月12日放送
- ジャッジマン：千原ジュニア、松嶋尚美、渡部陽一、ミッツ・マングローブ、平野綾
- プレゼンター：アンジャッシュ、ロッチ
- 天の声：大熊英司（テレビ朝日アナウンサー）

2011年6月11日放送
- MC：城島茂（TOKIO）
- 埼玉応援団：大友康平、土田晃之、北斗晶、今野浩喜（キングオブコメディ）
- 千葉応援団：渡辺正行、千秋、小島よしお、大島麻衣
- ジャッジマン：伊集院光、小池栄子、関根勤、土田晃之、高木美保、小森純

## スタッフ
- 構成：張眞英、興津豪乃、平和紘、鹿谷忠弘、渡辺健一郎
- TD：今川愛
- カメラ：古橋稔
- VE：時見正和
- 音声：安藤佳代子
- 照明：驛伸之
- 美術デザイン：宇家譲二
- 美術進行：市丸和範
- 大道具：畠山豊
- 装置：大脇豊
- CGデザイン：藤井俊郎
- メイク：段久美子
- 音響効果：井上竜一
- 編集：伊藤宏治
- MA：大木久雄
- TK：中里優子
- 宣伝：椿本晶子
- 編成：高橋正輝、吉見尚子
- アシスタントディレクター：吉川翔、本田裕美、工藤玄希、山本舞、本田和成、三田翔斗
- ディレクター：舘智有里、大石興士郎、斉藤克央、照井有、大西雄一、瀬尾祐治
- プロデューサー：小泉哲朗、上條昌樹、竹山知子
- 演出：秋永真吾
- ゼネラルプロデューサー：寺田伸也